# Nicola Nanni
Nicola Nanni (Ciudad de San Marino, 2 de mayo de 2000) es un futbolista sanmarinense que juega como delantero para el F. C. Arzignano Valchiampo de la Serie C de Italia.

## Selección nacional
Tras jugar con la sub-17, la sub-19 y con la sub-21, hizo su debut con la selección absoluta el 15 de noviembre de 2018 en un partido de la Liga de Naciones de la UEFA 2018-19 contra Moldavia que finalizó con un resultado de 0-1 a favor del combinado moldavo tras el gol de Vitalie Damașcan.

## Clubes
| Club                         | País   | Año       | Partidos | Goles |
| ---------------------------- | ------ | --------- | -------- | ----- |
| F. C. Crotone                | Italia | 2018-2019 | 2        | 0     |
| S. S. Monopoli 1966 (cedido) | Italia | 2019-2020 | 8        | 0     |
| Cesena F. C. (cedido)        | Italia | 2020-2021 | 23       | 0     |
| Lucchese 1905 (cedido)       | Italia | 2021-2022 | 33       | 3     |
| Olbia Calcio 1905            | Italia | 2022-2024 | 54       | 8     |
| Torres                       | Italia | 2024-2025 | 28       | 4     |
| F. C. Arzignano Valchiampo   | Italia | 2025-     |          |       |

## Palmarés

### Distinciones individuales
| Distinción            | Año  |
| --------------------- | ---- |
| San Marino Golden Boy | 2019 |